# جان اف مائگر
جان فرانسیس مائگر (انگلیسی: John F. Meagher (زاده ۱۷ سپتامبر ۱۹۴۸ در ملبورن، استرالیا) یک مربی مسابقه اسب‌دوانی تروبرد و عضو «تالار مشاهیر مسابقات اسب‌دوانی استرالیا» است.
نام مائگر در سال ۲۰۱۹ به فهرست «تالار مشاهیر مسابقات استرالیا» افزوده شد.